# Friedrich Wilhelm Kopsch
Friedrich Wilhelm Theodor Kopsch (ur. 24 marca 1868 w Saarbrücken, zm. 24 stycznia 1955 w Berlinie) – niemiecki anatom. Wspólnie z Augustem Rauberem zredagował atlas anatomiczny, wznawiany do dziś.
Studiował medycynę na Uniwersytecie Fryderyka Wilhelma w Berlinie, jego nauczycielami byli Hans Virchow i Heinrich Wilhelm Waldeyer. Tytuł doktora medycyny otrzymał w 1892 na podstawie dysertacji Iris und corpus ciliare des Reptilienauges. Od 1892 do 1895 asystent w II Instytucie Anatomicznym w Berlinie, potem przeniósł się do I Instytutu, kierowanego przez Waldeyera. Habilitował się w 1898 zostając Privatdozentem. W 1908 został profesorem tytularnym, w 1910 roku starszym asystentem (Oberassistent) i w 1919 roku drugim prosektorem. W 1921 mianowany profesorem nadzwyczajnym. W 1931 roku powołany na profesora zwyczajnego anatomii, histologii i embriologii. Od 1897 roku wydawał czasopismo „Internationale Monatsschrift für Anatomie und Physiologie”.

## Wybrane prace
- August Rauber, Friedrich Kopsch: Lehrbuch und Atlas der Anatomie des Menschen. 4 Bände, Georg Thieme Verlag, 1907
- Untersuchungen über Gastrulation and Embryobildung bei den Chordaten. Georg Thieme Verlag, 1904
- Die Darstellung des Binnennetzes in spinalen Ganglienzellen und anderen Körperzellen mittels Osmiumsäure. 1902
- Die Thrombocyten (Blutplättchen) des Menschenblutes und ihre Veränderungen bei der Blutgerinnung. 1901
- Art, Ort und Zeit der Entstehung des Dottersachentoblasts bei verschiedenen Knochenfischarten. 1902
- Die Nomina anatomica des Jahres 1895. Georg Thieme Verlag, 1941
- Die Entstehung von Granulationsgeschwülsten und Adenomen, Karzinom, und Sarkom durch die Larve der Nematode Rhabditis pellio: Ein Beitrag zu den Bedingungen der Entstehung echter Geschwülste. Georg Thieme, 1919